# Ikeduru
Ikeduru è una delle ventisette aree a governo locale (local government areas) in cui è suddiviso lo stato di Imo, in Nigeria. Conta una popolazione di 149.316 abitanti.